# Stadsliknande samhällen i Vitsebsks voblast
Stadsliknande samhällen i Vitsebsk voblast i Belarus har kriterier för ortskategorierna bestämda i enlighet med Republiken Belarus lag (den 5 maj 1998 № 154-Z) ”Om administrativa och territoriella uppdelningen och om ordningen för att lösa frågor om den administrativa och territoriella anordningen i Republiken Belarus”.
Stadsliknande samhällen är indelade i följande underkategorier:
- köpingar (гарадскія пасёлкі eller haradskija pasiolki (belarusiska); också förut мястэчкі eller miastečki (belarusiska)) – orter med folkmängd mera än 2 000 invånare som har industriella och kommunala företag, sociala och kulturella institutioner, handelsföretag, matserveringar, hushållstjänster;
- kurorter (курортныя пасёлкі eller kurortnyja pasiolki (belarusiska)) – orter med folkmängd på minst 2 000 invånare som har hälsohem, semesterhem, pensionat, övriga rekreationsinstitutioner, handelssföretag, matserveringar och hushållstjänster, kultur- och utbildningsinstitutioner;
- municipalsamhällen (рабочыя пасёлкі eller rabočyja pasiolki (belarusiska)) – orter med folkmängd på minst 500 invånare som är placerad vid industriella anläggningar, kraftverk, byggnadsarbeten, järnvägsstationer och övriga mål.

## Karta över stadsliknande samhällen i Vitsebsks voblast
Stadsliknande samhällen med folkmängd:
|  |  | – 5 000 och mera        |
|  |  | – från 2 000 till 4 999 |
|  |  | – från 1 000 till 1 999 |
|  |  | – 999 och mindre        |

Den gröna färgen indicerar stadsliknande samhällen med ökande folkmängd, och den röda med minskande folkmängd.

## Antal stadsliknande samhällen och folkmängd
Den 14 oktober 2009 (folkräkning) (och den 1 januari 2016) fanns det i Vitsebsks voblast 24 stadsliknande samhällen, samtliga var köpingar:
| Folkmängd             | Antal | Antal i procent | Personer | Personer i procent |
| --------------------- | ----- | --------------- | -------- | ------------------ |
| 5 000 och mera        | 8     | 33,33 %         | 52 076   | 58,93 %            |
| från 2 000 till 4 999 | 9     | 37,50 %         | 27 146   | 30,72 %            |
| från 1 000 till 1 999 | 5     | 20,83 %         | 7 311    | 8,27 %             |
| 999 och mindre        | 2     | 8,33 %          | 1 839    | 2,08 %             |
| Summa                 | 24    | 100,00 %        | 88 372   | 100,00 %           |

## Lista över stadsliknande samhällen i Vitsebsks voblast
| Nr | Vapen | Namn (translittererat)     | Namn (kyrilliskt) | Status | Distrikt (rajon)                                | Folkmängd (folkräkning, 2009) | Folkmängd (beräkning, 2016) | Förändring |
| -- | ----- | -------------------------- | ----------------- | ------ | ----------------------------------------------- | ----------------------------- | --------------------------- | ---------- |
| 1  |       | Ruba                       | Руба              | köping | Järnvägsdistrikt (Vitsebsk stad)                | 7 134                         | 7 652                       | +7,26 %    |
| 2  |       | Sjumilina                  | Шуміліна          | köping | Sjumilina rajon                                 | 7 506                         | 7 437                       | −0,92 %    |
| 3  |       | Besjankovitjy              | Бешанковічы       | köping | Besjankovitjy rajon                             | 7 344                         | 6 701                       | −8,76 %    |
| 4  |       | Ljozna                     | Лёзна             | köping | Ljozna rajon                                    | 6 766                         | 6 688                       | −1,15 %    |
| 5  |       | Sjarkaŭsjtjyna             | Шаркаўшчына       | köping | Sjarkaŭsjtjyna rajon                            | 6 934                         | 6 424                       | −7,36 %    |
| 6  |       | Usjatjy                    | Ушачы             | köping | Usjatjy rajon                                   | 5 514                         | 6 030                       | +9,36 %    |
| 7  |       | Baravucha                  | Баравуха          | köping | Navapolatsk stad                                | 5 469                         | 5 452                       | −0,31 %    |
| 8  |       | Rasony                     | Расоны            | köping | Rasonski rajon                                  | 5 409                         | 4 946                       | −8,56 %    |
| 9  |       | Kochanava                  | Коханава          | köping | Talatjynski Rajon                               | 4 327                         | 4 231                       | −2,22 %    |
| 10 |       | Balbasava                  | Балбасава         | köping | Orsja rajon (från 2013); Orsja stad (till 2013) | 3 656                         | 3 529                       | −3,47 %    |
| 11 |       | Bjahoml                    | Бягомль           | köping | Doksjytski Rajon                                | 2 736                         | 2 630                       | −3,87 %    |
| 12 |       | Bahusjeŭsk                 | Багушэўск         | köping | Sennenski Rajon                                 | 3 133                         | 2 598                       | −17,08 %   |
| 13 |       | Varapajeva                 | Варапаева         | köping | Pastaŭski rajon                                 | 2 857                         | 2 571                       | −10,01 %   |
| 14 |       | Arechaŭsk                  | Арэхаўск          | köping | Orsja rajon                                     | 2 755                         | 2 402                       | −12,81 %   |
| 15 |       | Obaĺ                       | Обаль             | köping | Sjumilinski Rajon                               | 2 687                         | 2 395                       | −10,87 %   |
| 16 |       | Vietryna                   | Ветрына           | köping | Polatski Rajon                                  | 2 725                         | 2 220                       | −18,53 %   |
| 17 |       | Padsville                  | Падсвілле         | köping | Hlybotski Rajon                                 | 2 270                         | 1 965                       | −13,44 %   |
| 18 |       | Vidzy                      | Відзы             | köping | Braslaŭski Rajon                                | 1 763                         | 1 670                       | −5,28 %    |
| 19 |       | Lyntupy                    | Лынтупы           | köping | Pastaŭski rajon                                 | 1 609                         | 1 519                       | −5,59 %    |
| 20 |       | Jeziaryšča                 | Езярышча          | köping | Haradotski Rajon                                | 1 575                         | 1 280                       | −18,73 %   |
| 21 |       | Osveja                     | Асвея             | köping | Verchnjadziarzjynski rajon                      | 1 325                         | 1 206                       | −8,98 %    |
| 22 |       | Kopys                      | Копысь            | köping | Orsja rajon                                     | 910                           | 850                         | −6,59 %    |
| 23 |       | Surazj (ort i Vitryssland) | Сураж             | köping | Vitsebsk rajon                                  | 1 039                         | 818                         | −21,27 %   |
| 24 |       | Janavitjy                  | Янавічы           | köping | Vitsebsk rajon                                  | 929                           | 765                         | −17,65 %   |

## Bildgalleri

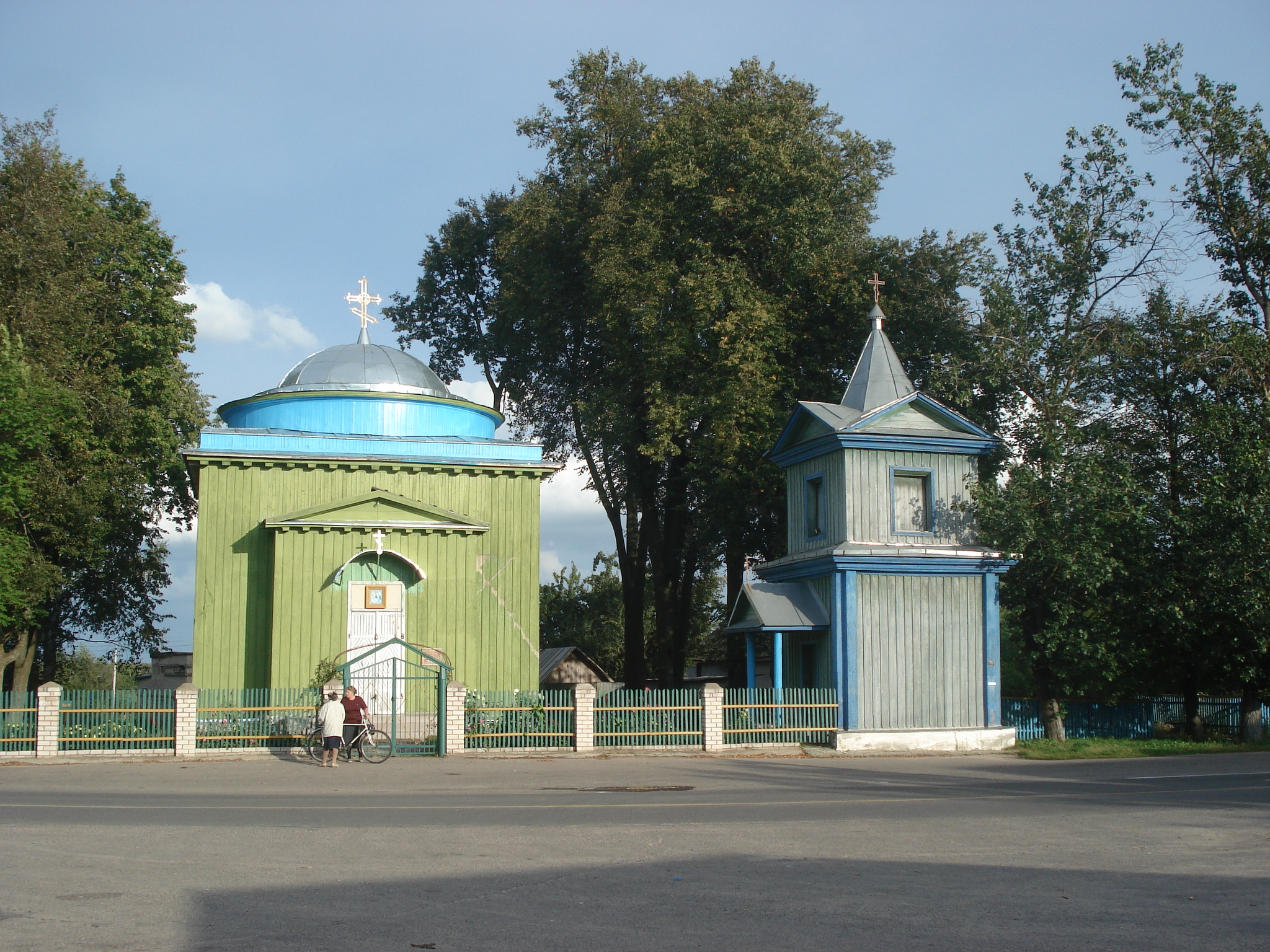
Arechaŭsk
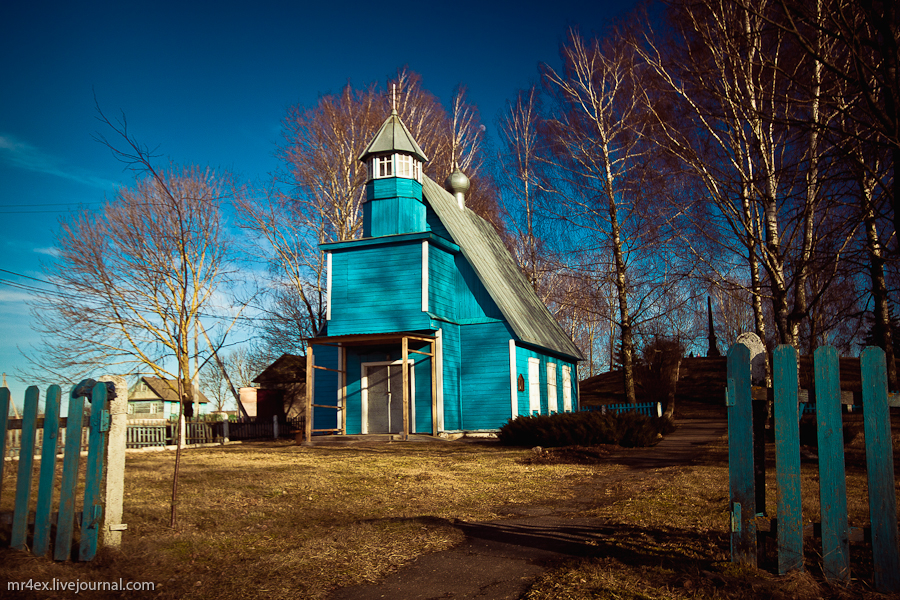
Asvieja
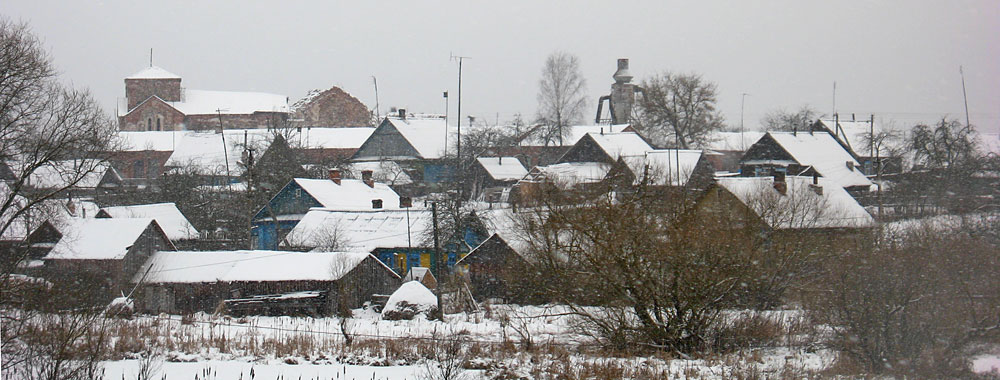
Bjahoml
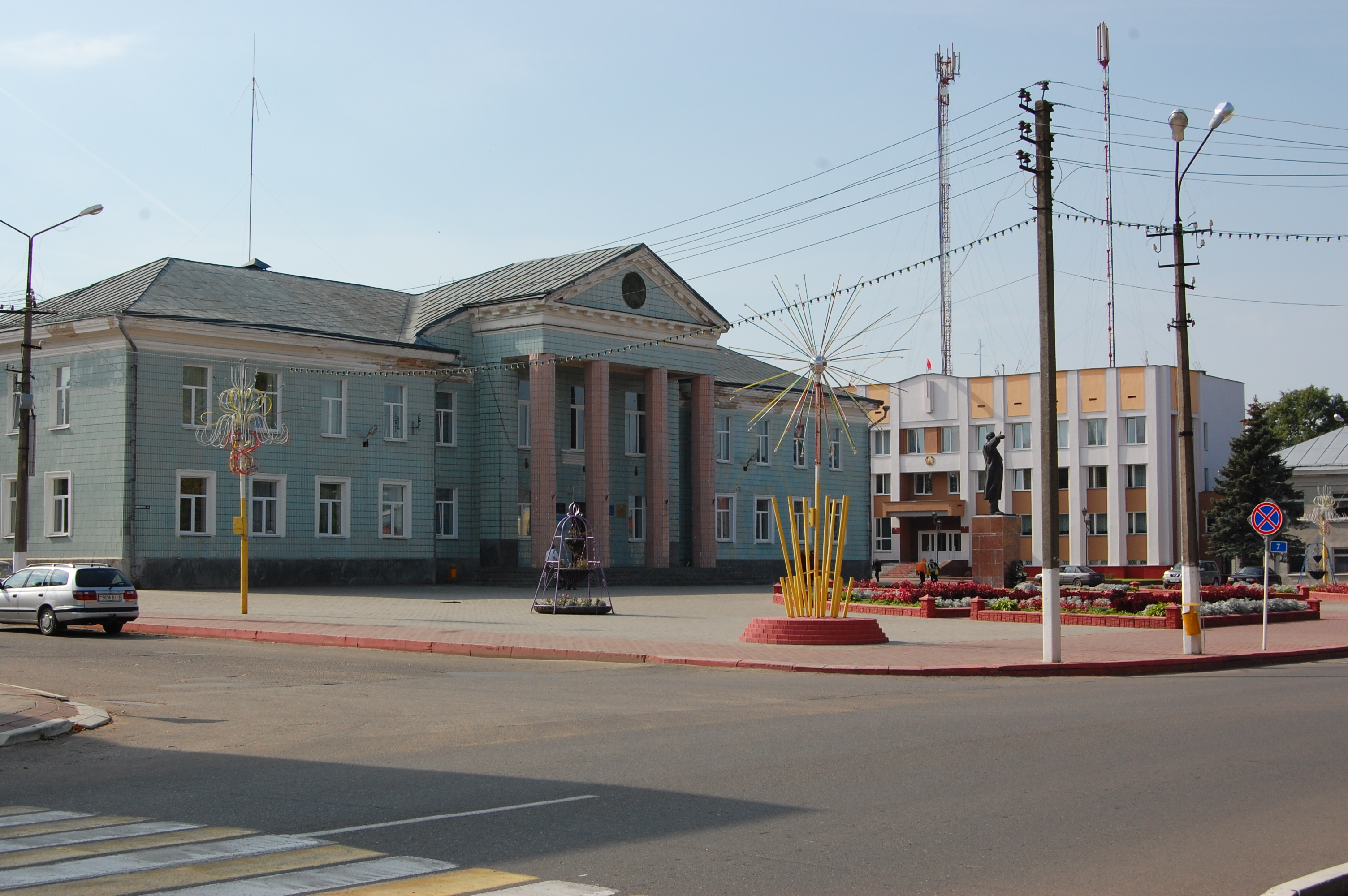
Biešankovičy
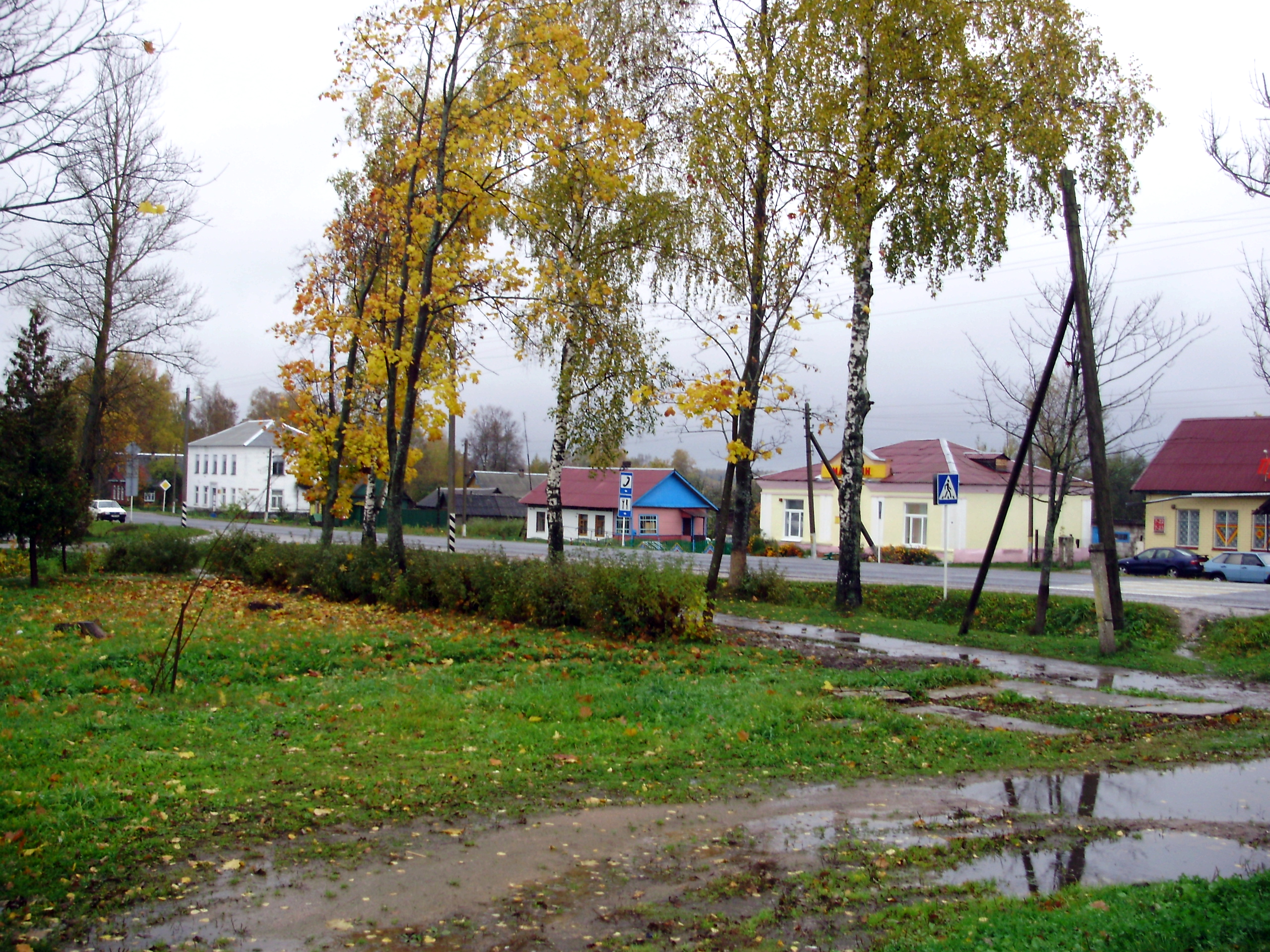
Jeziaryšča
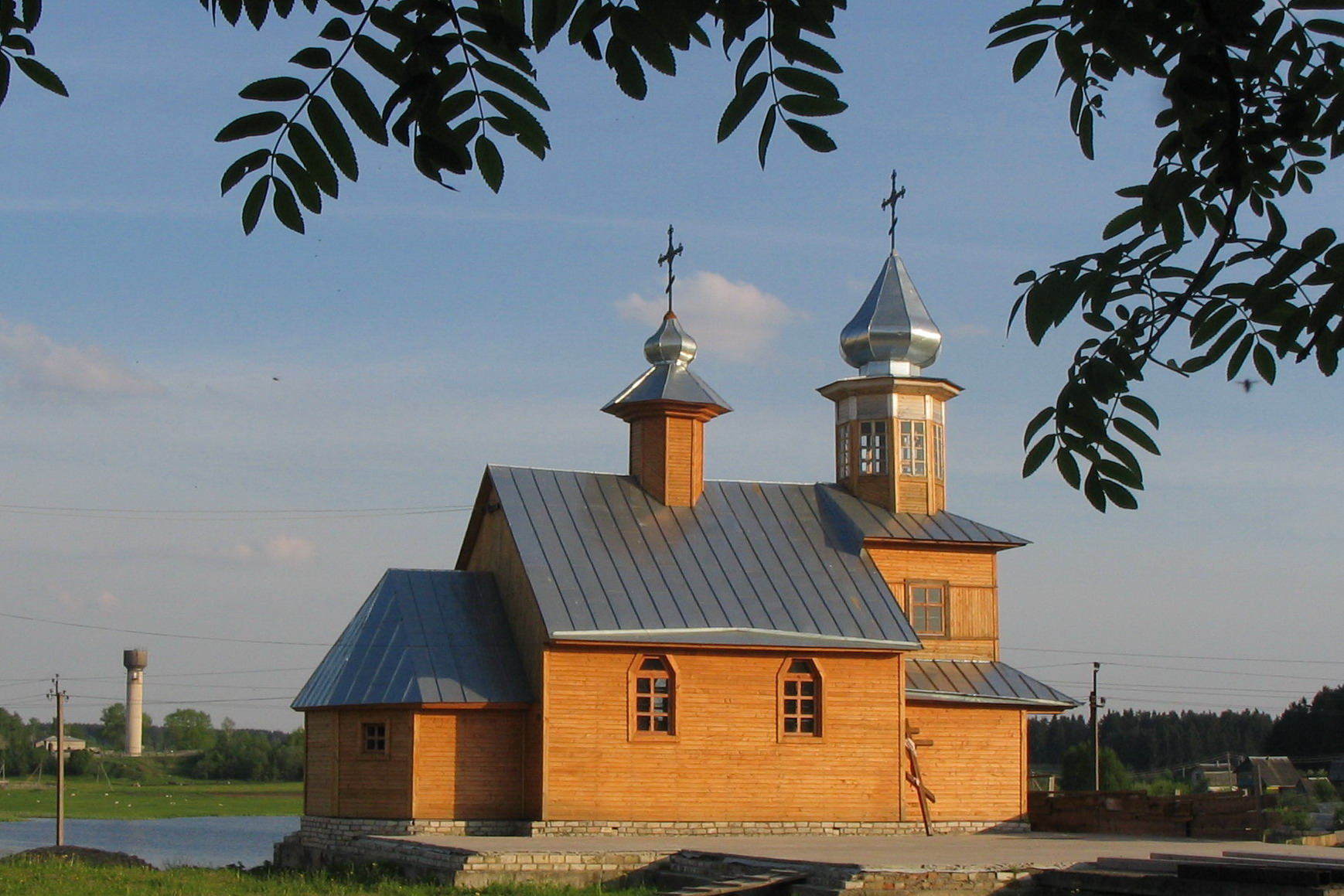
Kochanava
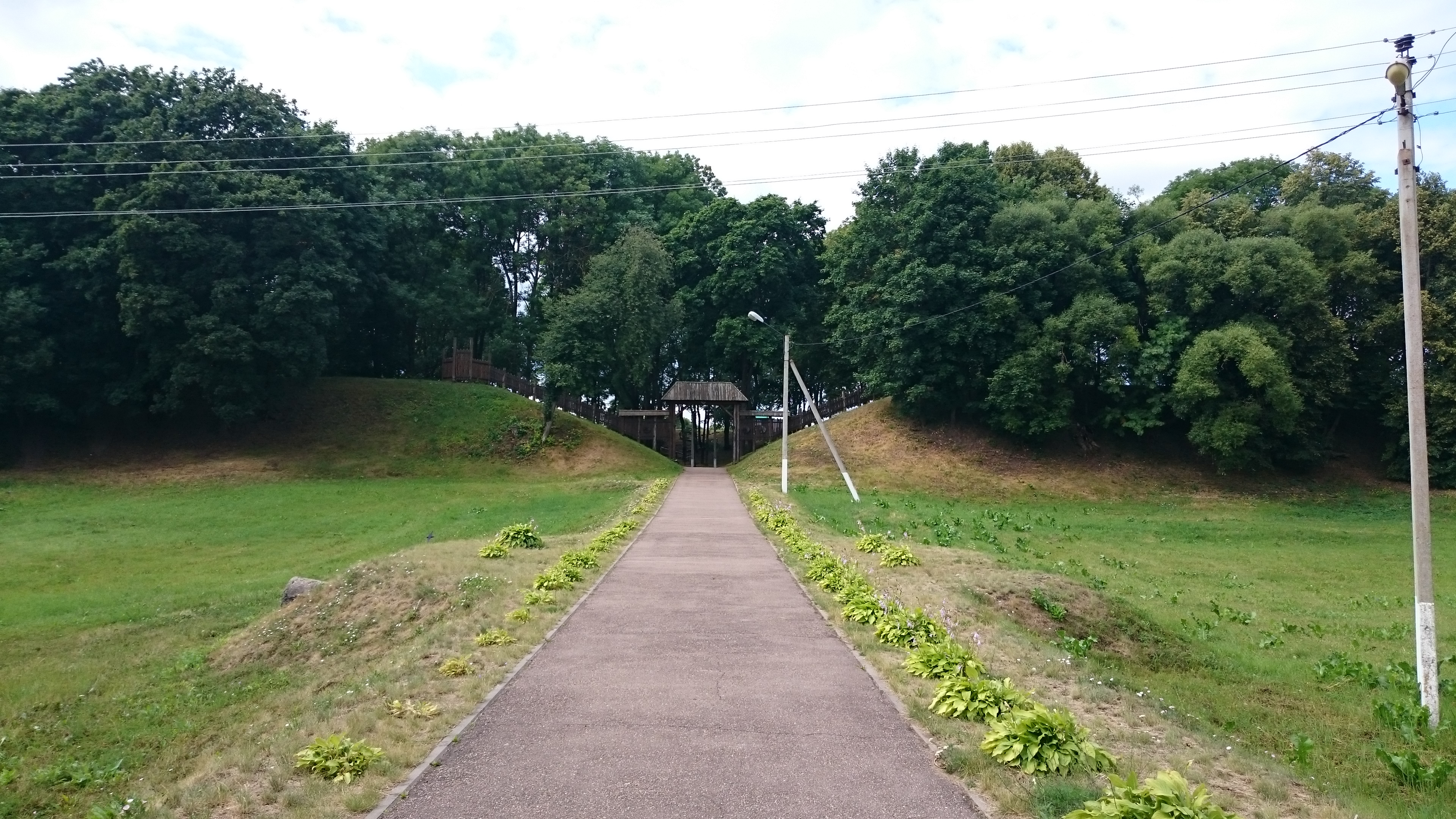
Kopys
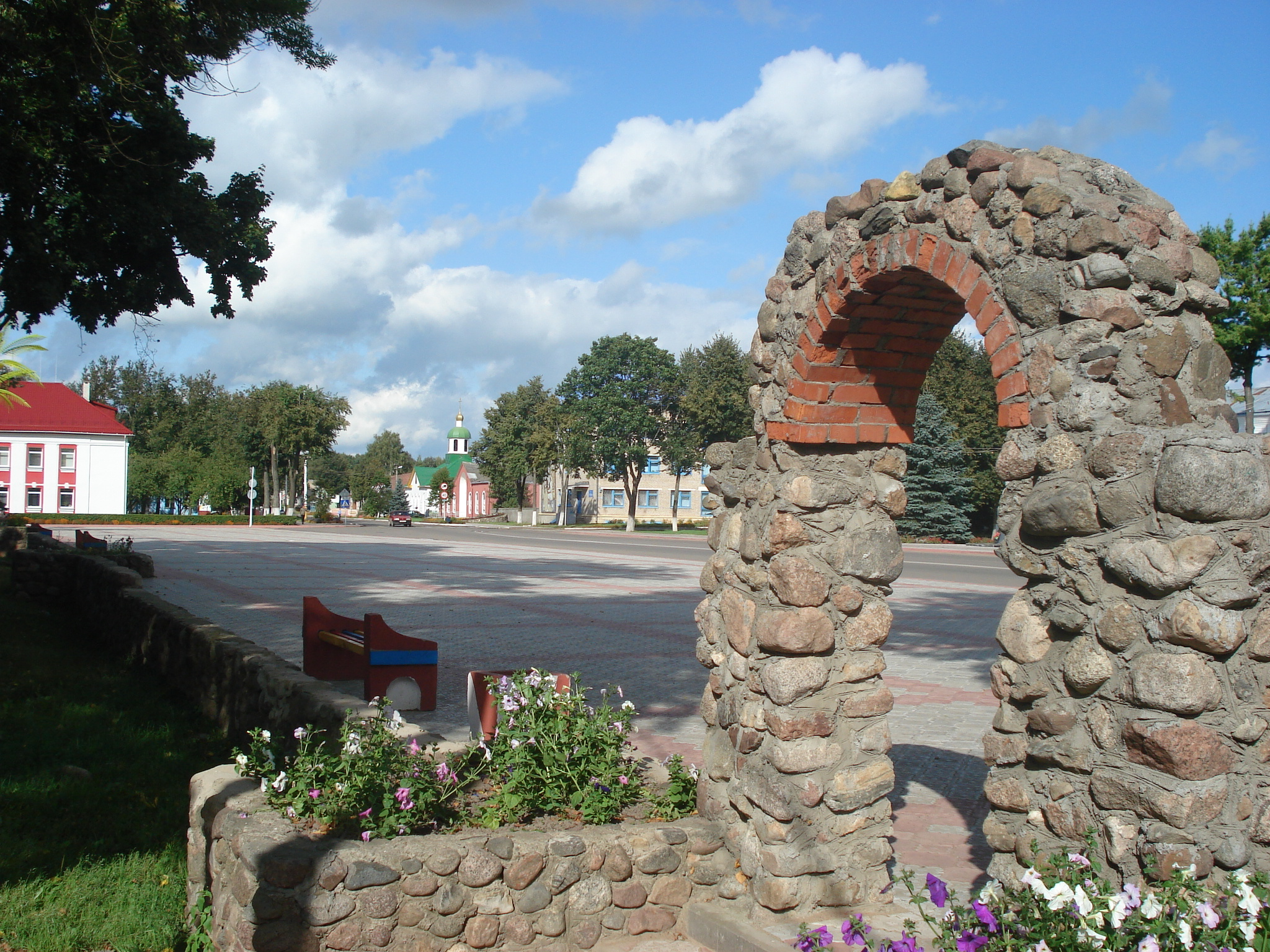
Ljozna
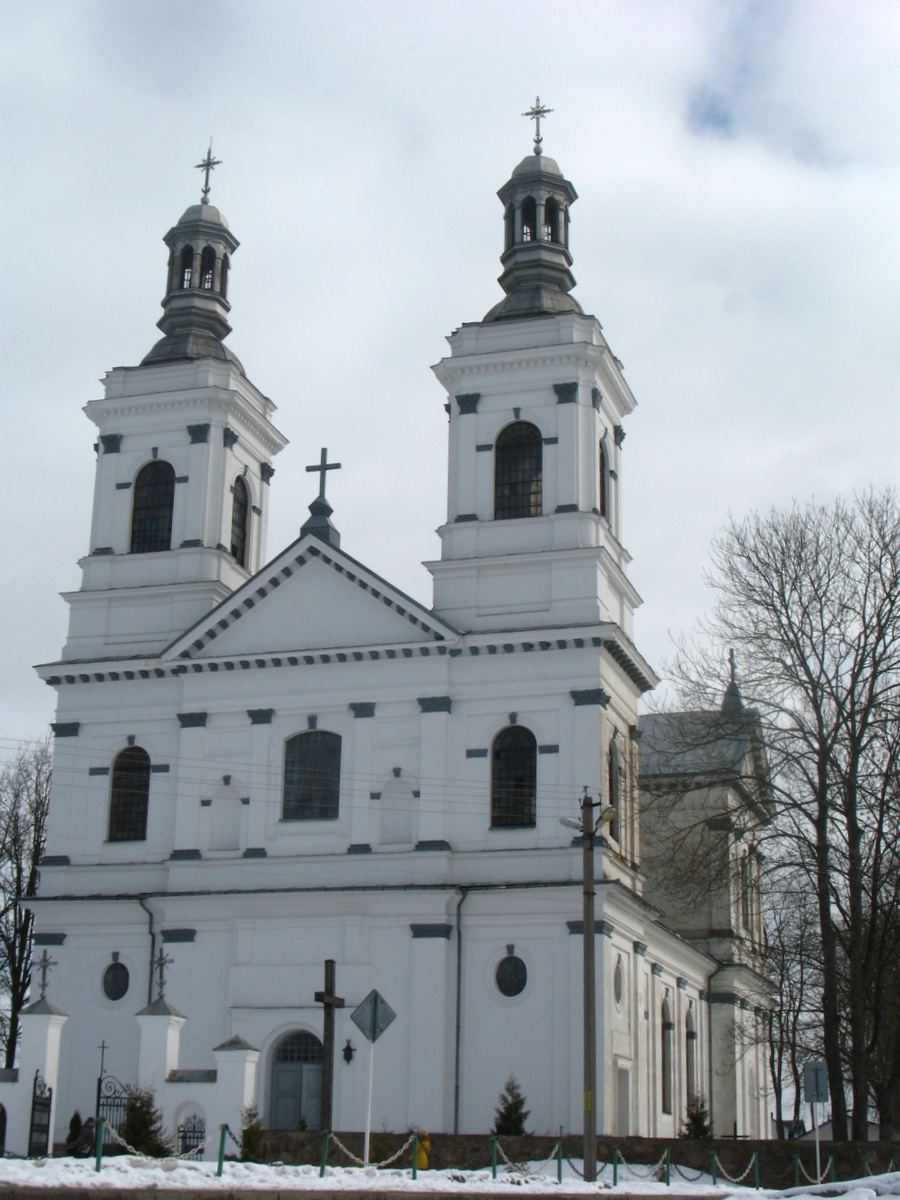
Lyntupy
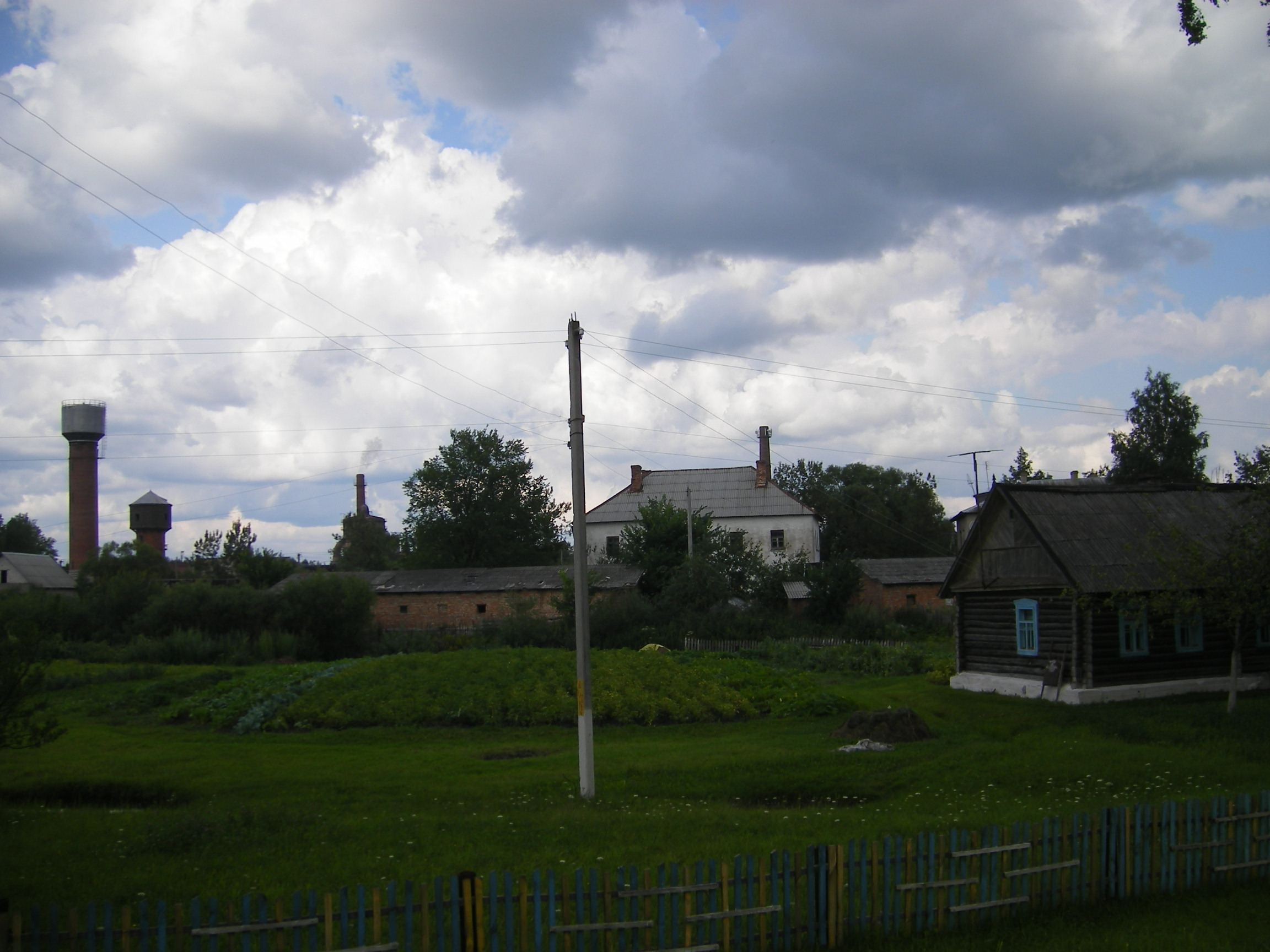
Obaĺ
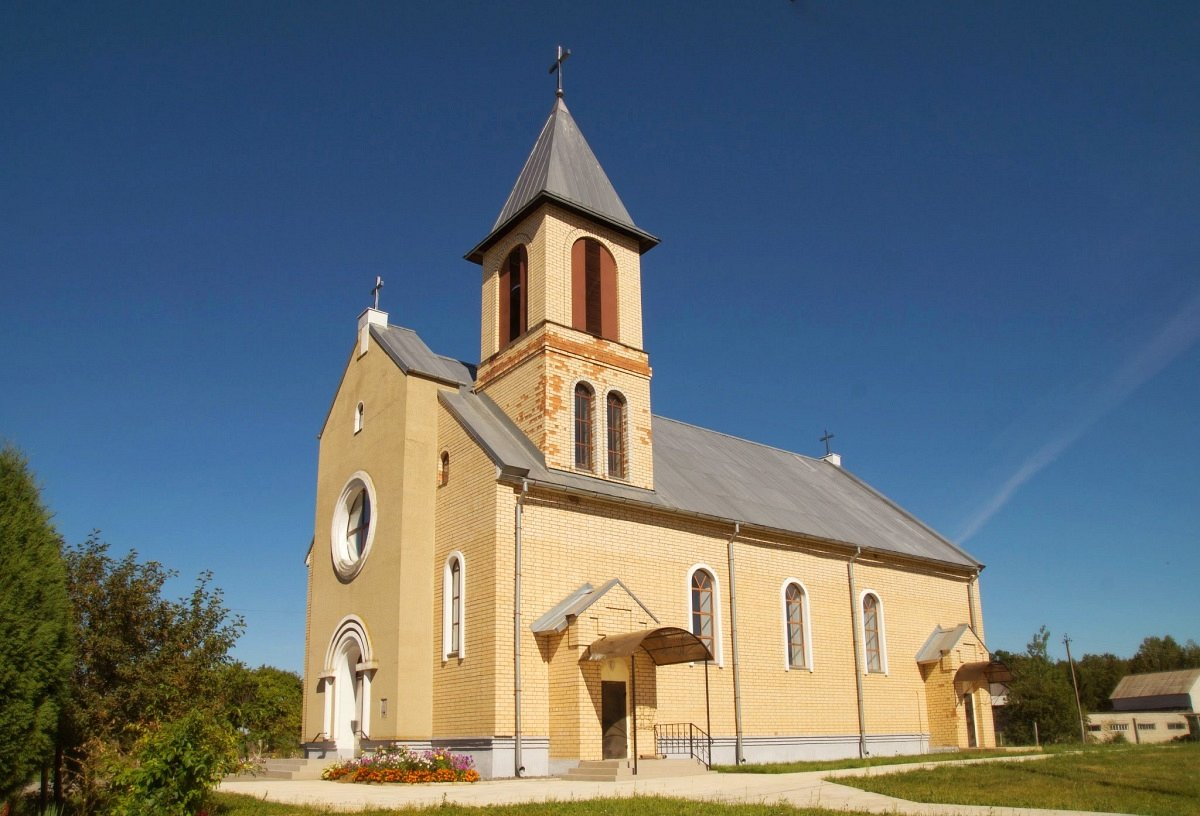
Padsvillie
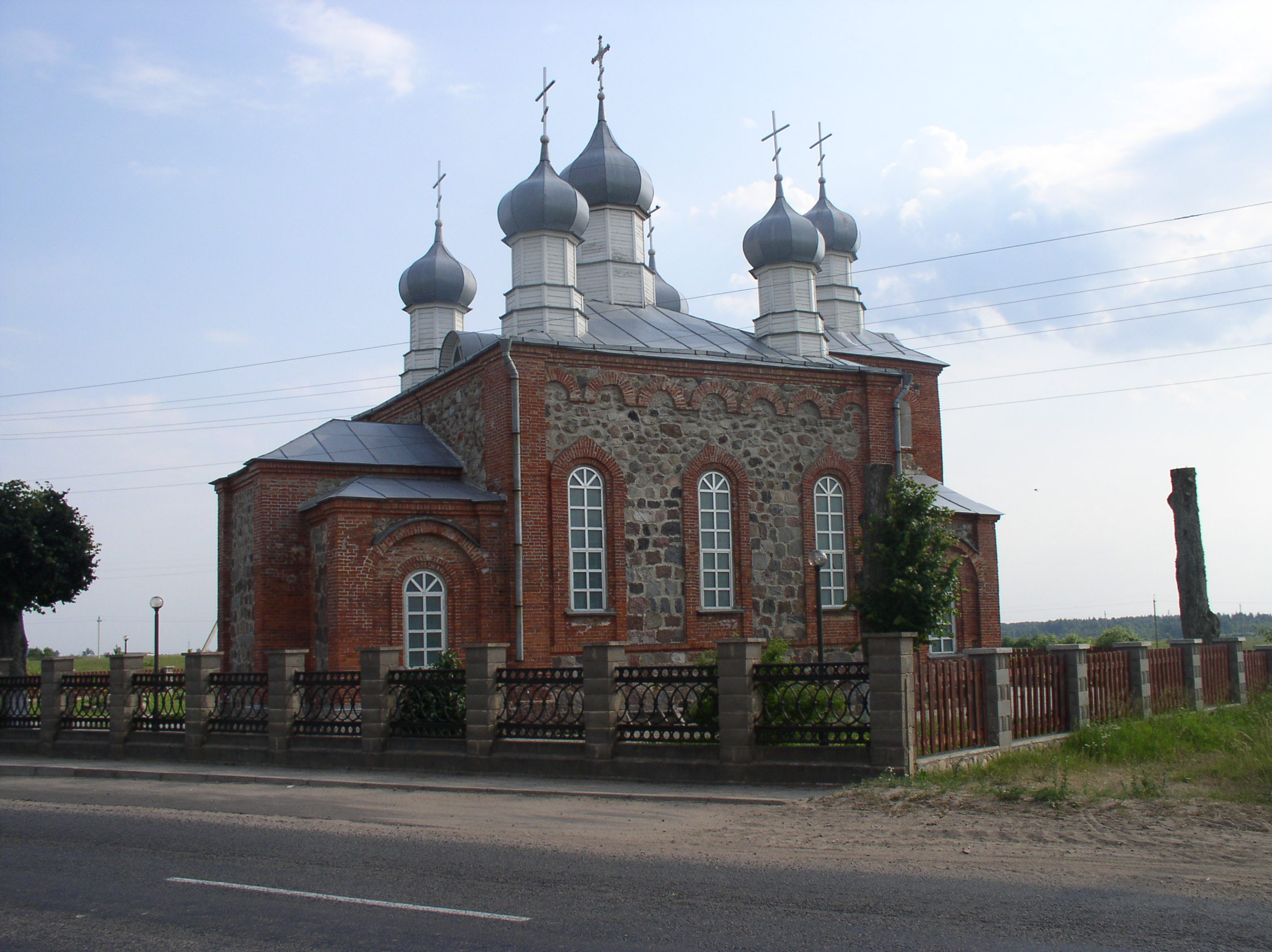
Rasony
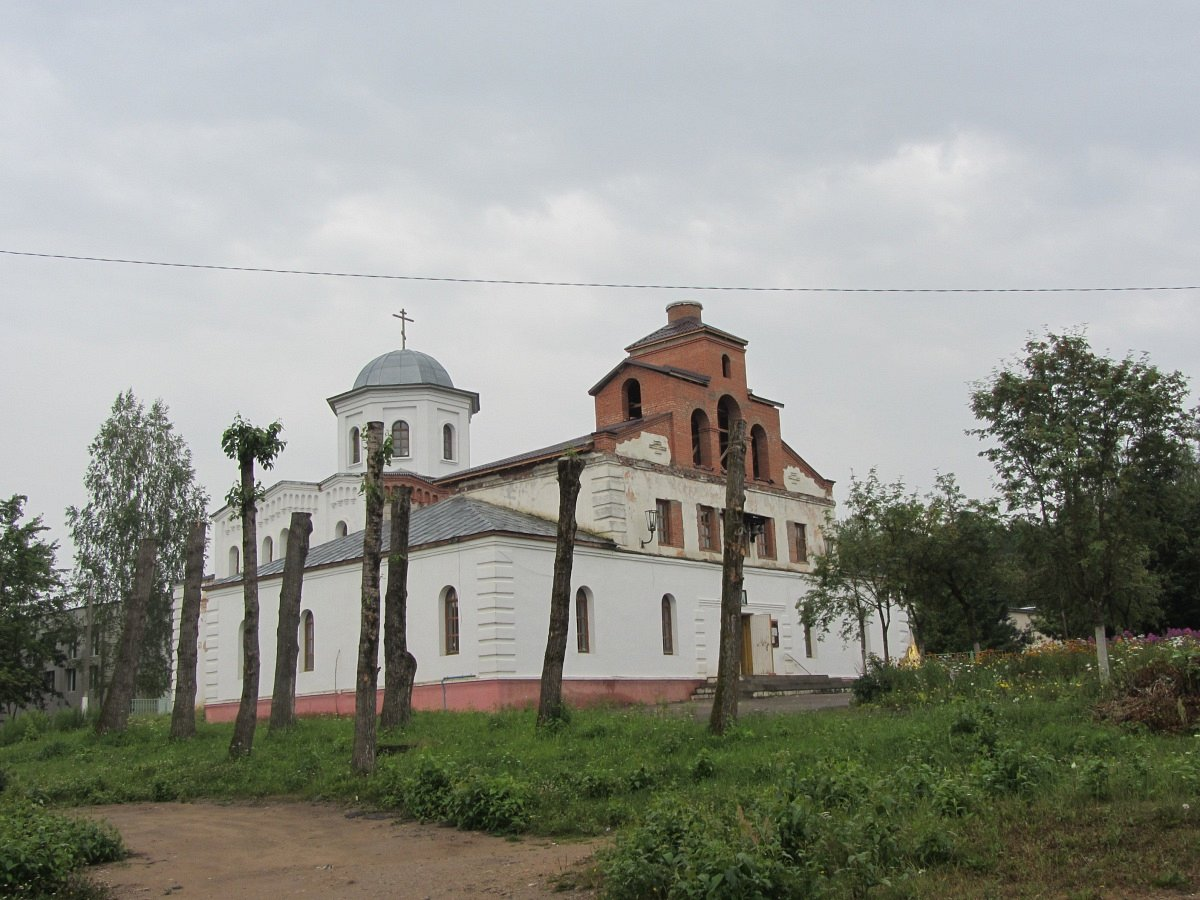
Ruba
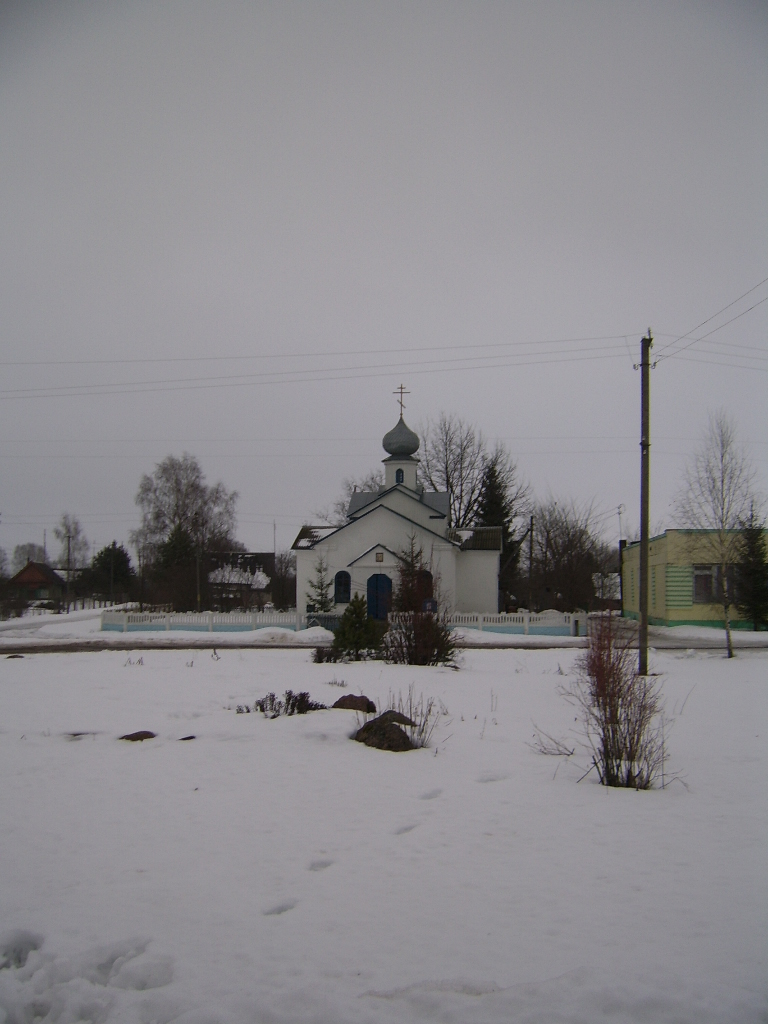
Surazj (ort i Vitryssland)
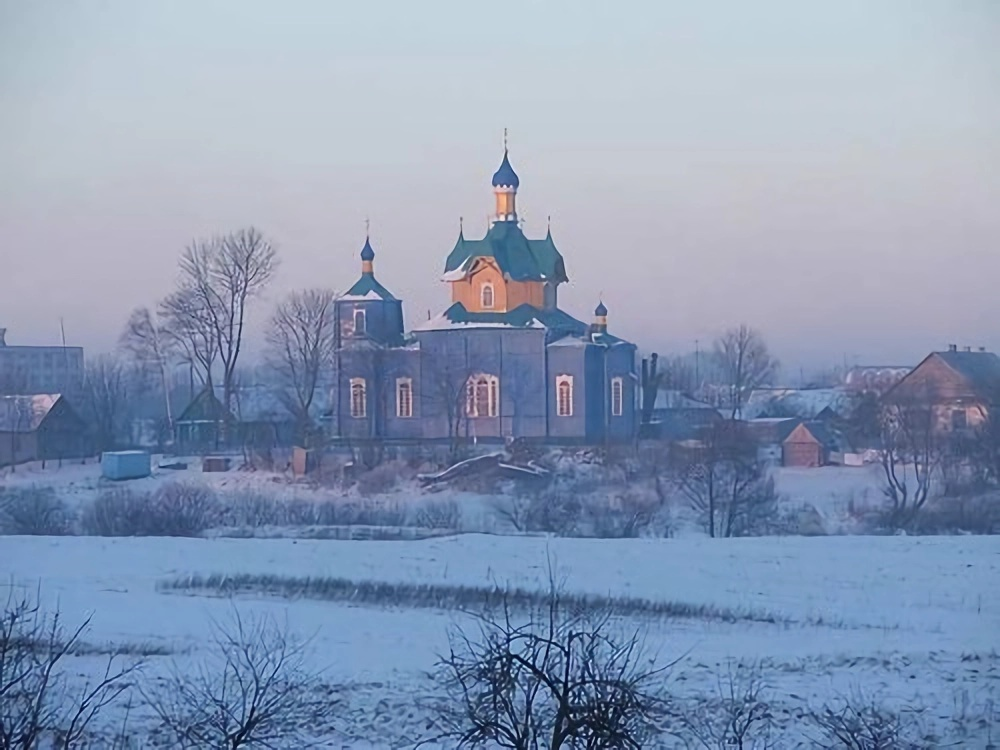
Sjarkaŭsjtjyna
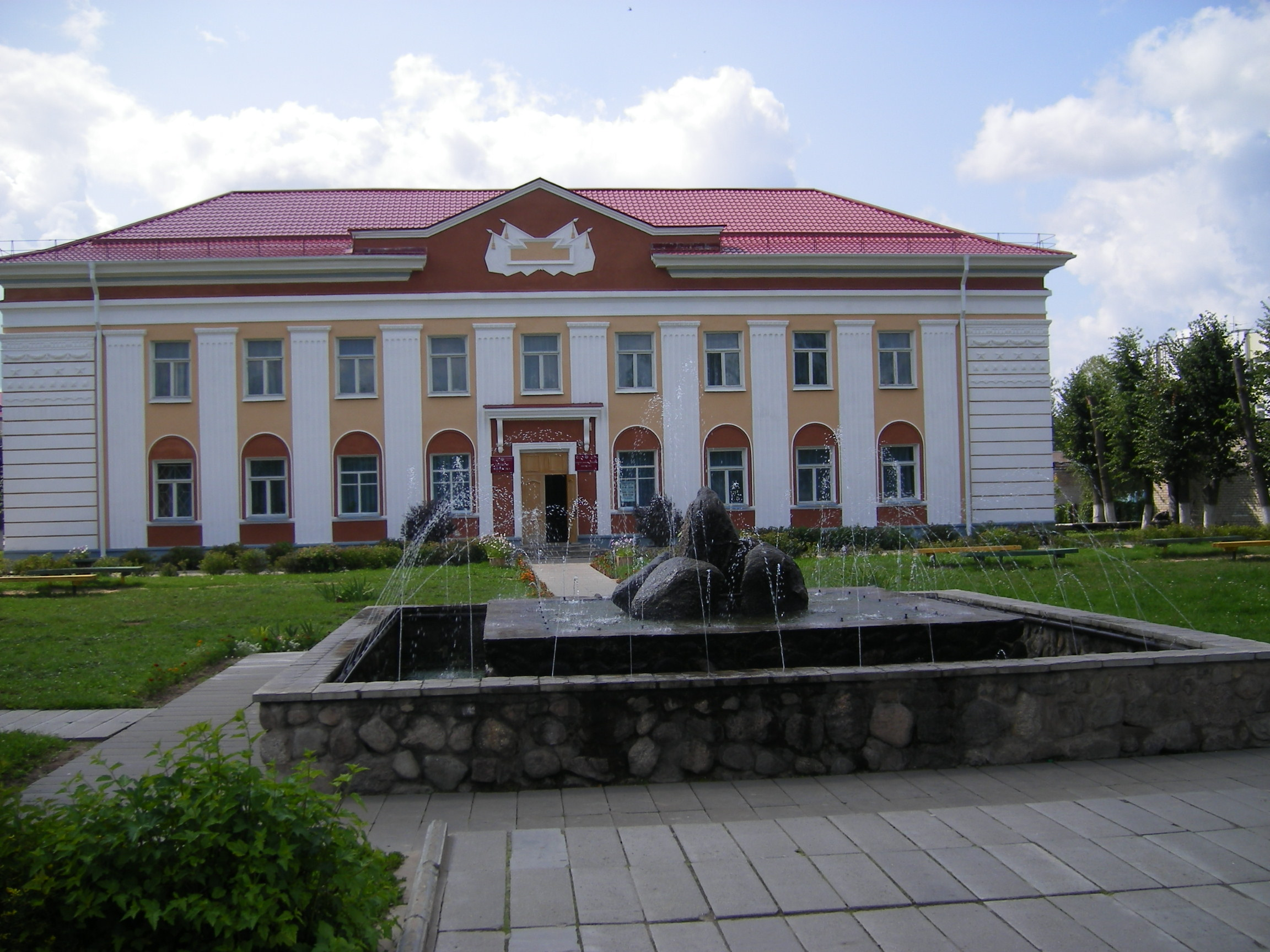
Šumilina
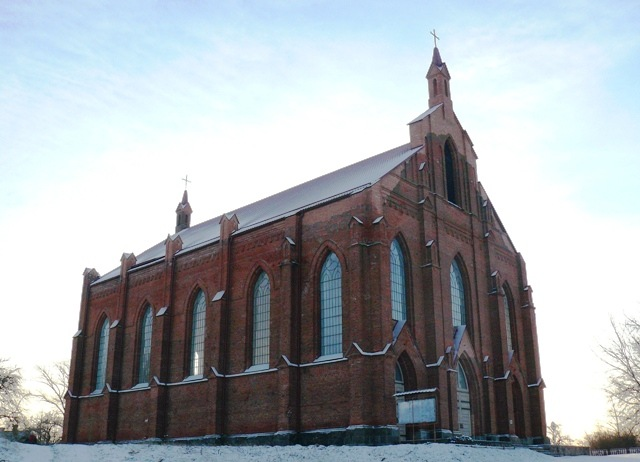
Usjatjy
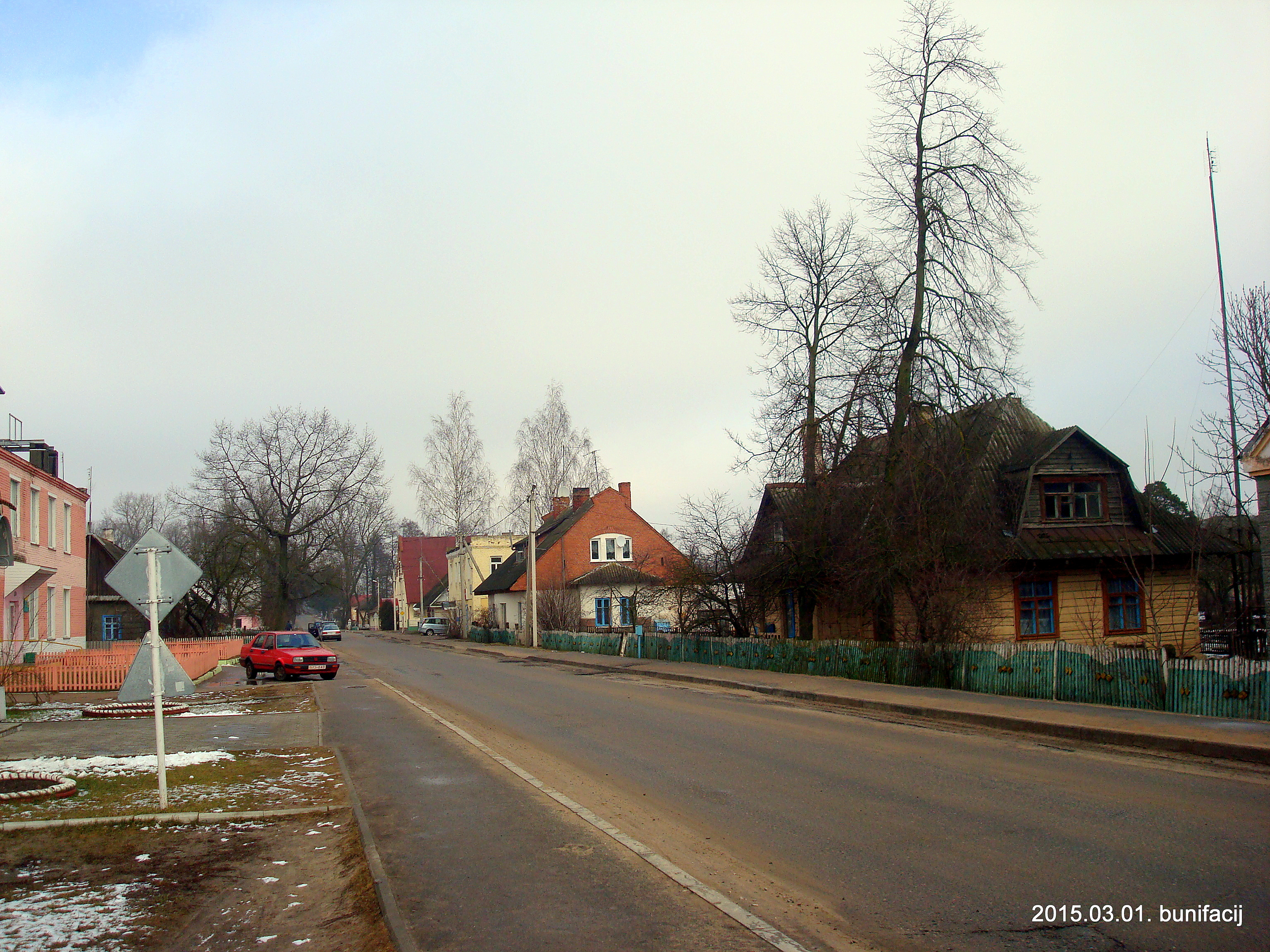
Varapajeva
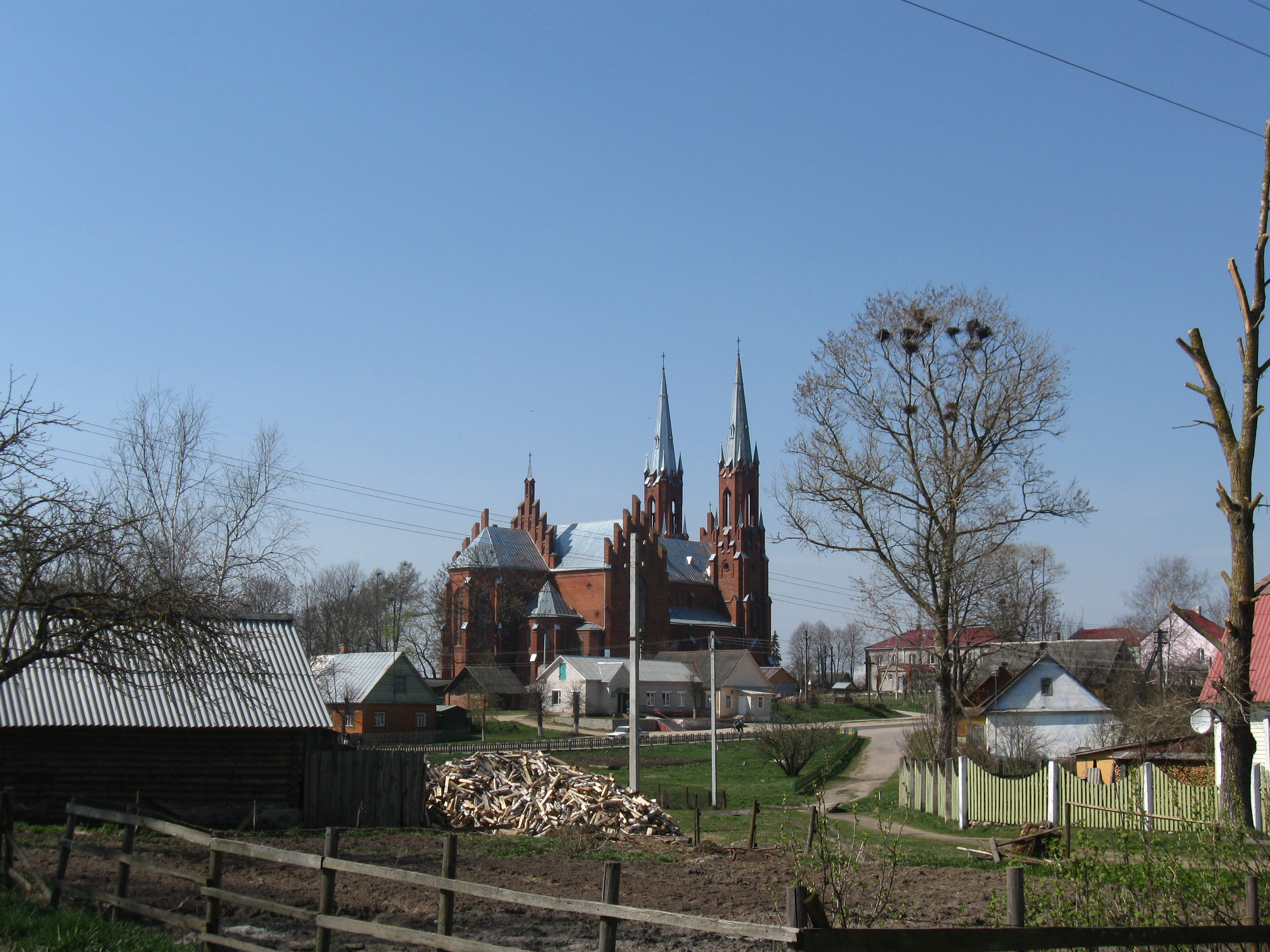
Vidzy
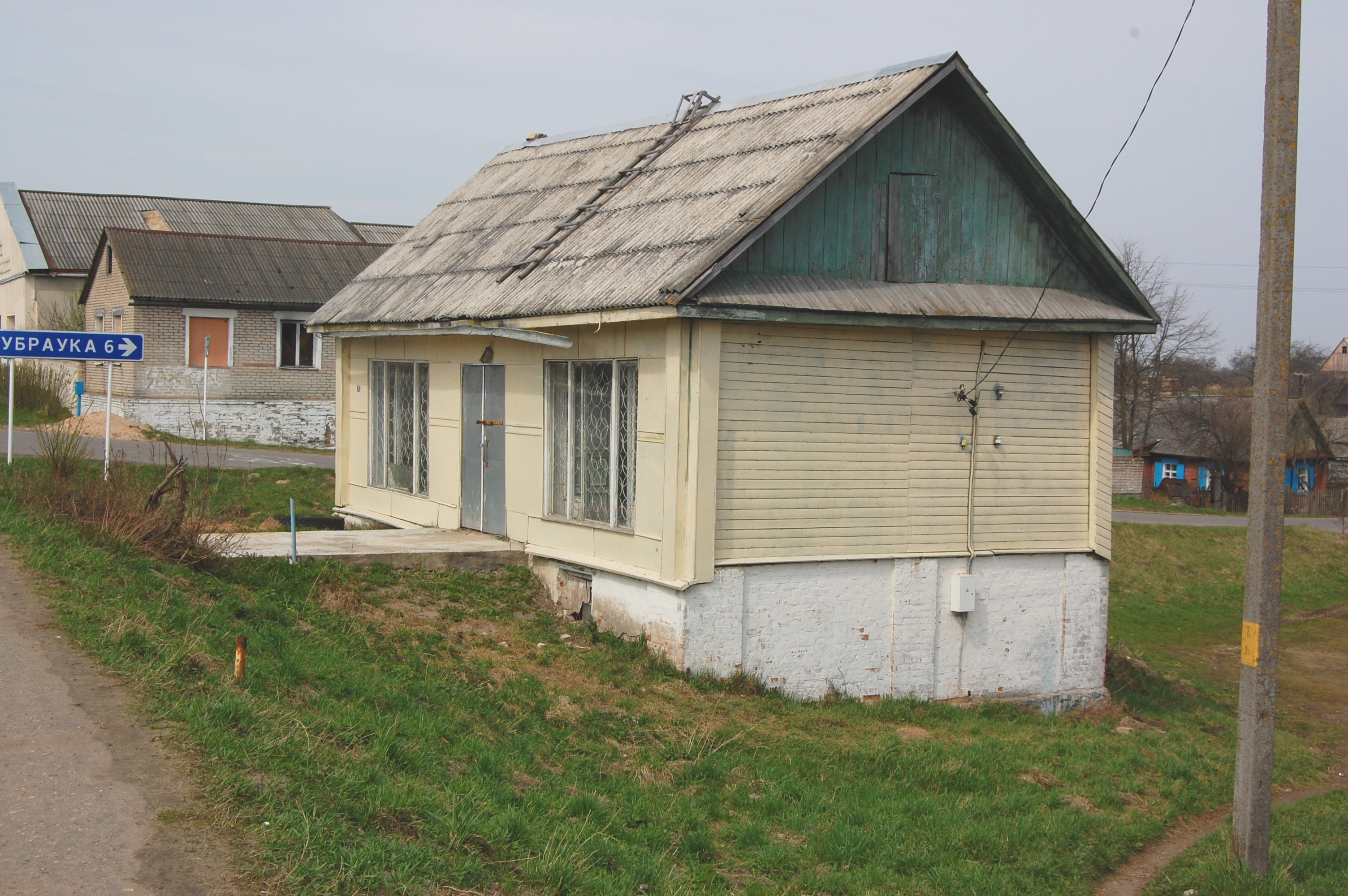
Vietryna